# Eloeophila perdilata
Eloeophila perdilata är en tvåvingeart som först beskrevs av Alexander 1966.  Eloeophila perdilata ingår i släktet Eloeophila och familjen småharkrankar. Inga underarter finns listade i Catalogue of Life.